# 干宝广场
干宝广场是新蔡县人民政府在二十世纪九十年代在新蔡县佛阁寺镇中心修建的，为了纪念东晋史学家，文学家，志怪小说创始人干宝的文化贡献，并在广场内塑干宝像。2010年，新蔡县人民政府又在县城新区建干宝广场，塑干宝像。